# Bobrowniki, Tỉnh West Pomeranian
Bobrowniki [bɔbrɔvˈniki] (trước đây là German Beweringen) là một ngôi làng thuộc khu hành chính của Gmina Chociwel, thuộc hạt Stargard, West Pomeranian Voivodeship, ở phía tây bắc Ba Lan. Nó nằm khoảng 7 kilômét (4 mi) phía tây nam Chociwel, 19 km (12 mi) về phía đông bắc của Stargard và 45 km (28 mi) về phía đông của thủ đô khu vực Szczecin.
Trước năm 1945, khu vực này là một phần của Đức. Đối với lịch sử của khu vực, xem Lịch sử của Pomerania.
Ngôi làng có dân số là 231 người.